# コイト・トーメ
コイト・トーメ（Koit Toome、1979年1月3日 - ）は、エストニアの歌手である。

## 来歴
3歳からピアノを弾き始め、Code Oneというデュオやソロでの音楽活動を行うとともに、ミュージカル（オペラ座の怪人、ウエスト・サイド物語、レ・ミゼラブル等）に出演したこともある。
1998年にはエストニア代表としてユーロビジョン・ソング・コンテストに出場し、"Mere Lapsed"を歌い12位となった。2017年にはラウラ・ポルドヴェレとともにユーロビジョン・ソング・コンテストに出場し"Verona"を披露したが、準決勝2で14位となり、決勝に進むことができなかった。